# La Chapelle-Rousselin
La Chapelle-Rousselin är en kommun i departementet Maine-et-Loire i regionen Pays de la Loire i nordvästra Frankrike. Kommunen ligger i kantonen Chemillé som tillhör arrondissementet Cholet. År 2018 hade La Chapelle-Rousselin 785 invånare.

## Befolkningsutveckling
Antalet invånare i kommunen La Chapelle-Rousselin
| Referens: INSEE |